# Kill la Kill the Game: IF
Kill la Kill The Game: IF (キルラキル ザ・ゲーム -異布-?, KILL la KILL the GAME: IF) è un picchiaduro a incontri tipo arena sviluppato da Aplus Games e pubblicato da Arc System Works nel luglio 2019 per PlayStation 4, Nintendo Switch e Microsoft Windows basato sulla serie Kill la Kill.
Il gioco è supervisionato da Studio Trigger, lo studio responsabile della produzione della serie animata.

## Modalità di gioco
Il gioco, completamente tridimensionale, presenta una meccanica di combattimento che rasenta la morra cinese; i personaggi, infatti, sono in grado di eseguire un attacco normale (rapido e con poche aperture, capace di conseguire combo automatiche con la pressione di un tasto qualsiasi, ma facilmente bloccabile), una guardia (efficace contro gli attacchi normali, ma inermi contro gli attacchi pesanti) e un attacco potente (un attacco lento e di grande raggio capace di superare le difese dell'avversario, ma superabile dagli attacchi normali). Vi è anche un altro sistema a morra cinese nel quale gli attacchi normali battono gli attacchi anti-evasione (che consentono di cambiare la traiettoria dell'attacco mirando a qualsiasi direzione, assai efficaci contro le azioni evasive), ma sono deboli contro le azioni evasive (che consentono di schivare l'attacco avversario spostandosi o saltando, per poi eseguire un rapido contrattacco).
Sotto la barra della salute vi è la classica barra di energia che si riempie infliggendo, subendo o parando gli attacchi. Vicino all'icona del giocatore possono esservi massimo tre stelle chiamate Ketsui, che si ottengono vincendo una disputa.
- Livello 1: il personaggio riceve un miglioramento unico, per esempio un maggior raggio degli attacchi.
- Livello 2: a seconda del personaggio, uno dei tre tipi delle mosse speciali diventerà una Super Mossa.
- Livello 3: la barra d'energia salirà col tempo, e il personaggio potrà eseguire la mossa finale, chiamata "Fiber Lost Secret Arts".

Per iniziare una disputa è necessario attivare una Ketsui Burst; una volta colpito l'avversario con tale mossa, inizierà la disputa, che funziona anch'essa tramite una morra cinese, e dove vince il giocatore che possiede una mano più forte o comunque pari (nel caso sia l'attaccante).
Queste le ricompense che variano a seconda della mano vincente:
- Scherno (sasso): il vincitore infligge danni notevoli allo sconfitto.
- Provoca (forbici): il vincitore recupera buona parte della sua energia.
- Finta (carta): il vincitore recupera buona parte della sua salute.

Il vincitore della battaglia è quello che riduce a zero la salute dell'avversario per due volte o infligge la mossa finale Fiber Lost Secret Arts.

### Storia
Il giocatore impersona Satsuki Kiryuin come protagonista, attraverso la quale si procederà combattendo numerosi personaggi su scenari originali (scritti da Kazuki Nakashima). Una volta completata la storia dalla parte di Satsuki, si sbloccherà quella dalla parte di Ryuko Matoi, protagonista originale della serie.

## Personaggi giocabili
- Ryūko Matoi (Simbiosi del vestiario)
- Ryūko Matoi (Doppia lama forbice)
- Satsuki Kiryuin (Sottomissione del vestiario)
- Satsuki Kiryuin (Doppia Bakuzan)
- Nonon Jakuzure (Trama musicale: Da capo)
- Ira Gamagori (Trama di legamenti/legamorte)
- Hoka Inumuta (Trama di ricerca)
- Uzu Sanageyama (Trama di spada: secondo modello)
- Nui Harime (lama forbice)
- Ragyo Kiryuin (Gran festival sportivo culturale)
- Mako Mankanshoku (Club delle risse) - DLC gratuito
- Aikuro e Tsumugu (Ultimate Double Naked DTR) - DLC gratuito

All'elenco dei personaggi presenti si aggiungono anche due personaggi giocabili solo nei livelli finali delle loro storie, in quanto forme finali delle vesti divine Junketsu e Senketsu. 
- Satsuki Kiryuin (Junketsu Shinzui)
- Ryuko Matoi (Senketsu Kisaragi)

Di queste due, quella di Satsuki è esclusiva del gioco, in quanto Ryuko sblocca quella trasformazione nella serie originale, mentre Satsuki non vi è mai arrivata.

## Accoglienza
| Testata                               | Versione | Giudizio |
| ------------------------------------- | -------- | -------- |
| Metacritic (media al 31 gennaio 2020) | PS4      | 61/100   |
| Multiplayer.it                        | PS4      | 4.5/10   |
| Eurogamer                             | Tutte    | 6/10     |
| IGN                                   | Tutte    | 7.8/10   |
| Destructoid                           | PS4      | 6/10     |
| GameSpot                              | PS4      | 7/10     |

Il gioco ha avuto un'accoglienza mista o superiore alla media.